# Singapore Tennis Open 2025 - Qualificazioni singolare
Le qualificazioni del singolare del Singapore Tennis Open 2025 sono un torneo di tennis preliminare per accedere alla fase finale della manifestazione disputate il 25 e 26 gennaio 2025. Le vincitrici dell'ultimo turno sono entrate di diritto nel tabellone principale. In caso di ritiro di una o più giocatrici aventi diritto sono subentrati i Lucky loser, ossia le giocatrici che hanno perso nell'ultimo turno ma che avevano una classifica più alta rispetto alle altre partecipanti che avevano comunque perso nel turno finale.

## Teste di Serie
1. Maya Joint (qualificata)
2. Aoi Itō (primo turno)
3. Anna Karolína Schmiedlová (primo turno)
4. Wei Sijia (qualificata)
5. Darja Semeņistaja (primo turno)
6. Chloé Paquet (primo turno)

1. Jil Teichmann (qualificata)
2. Marija Timofeeva (ultimo turno, lucky loser)
3. Alex Eala (ultimo turno)
4. Mananchaya Sawangkaew (qualificata)
5. Nao Hibino (ultimo turno)
6. Zhu Lin (ultimo turno, ritirata)

## Qualificate
1. Maya Joint
2. Mananchaya Sawangkaew
3. Dominika Šalková

1. Wei Sijia
2. Jil Teichmann
3. Simona Waltert

### Lucky loser
1. Marija Timofeeva

## Tabellone

### Legenda
| - Q = Qualificato - WC = Wild card - LL = Lucky loser | - ALT = Alternate - SE = Special Exempt - PR = Protected Ranking | - w/o = Walkover - r = Ritirato - d = Squalificato |

### Sezione 1
|  | Primo turno | Primo turno | Primo turno | Primo turno | Primo turno |  |  | Secondo turno | Secondo turno | Secondo turno | Secondo turno | Secondo turno |  |
|  |             |             |             |             |             |  |  |               |               |               |               |               |  |
|  | 1           | Maya Joint  | Maya Joint  | 7           | 6           |  |  |               |               |               |               |               |  |
|  |             | Mai Hontama | Mai Hontama | 5           | 2           |  |  | 1             | Maya Joint    | 4             | 6             | 2             |  |
|  | WC          | Audrey Tong | Audrey Tong | 0           | 0           |  |  | 12            | Zhu Lin       | 6             | 3             | 0r            |  |
|  | 12          | Zhu Lin     | Zhu Lin     | 6           | 6           |  |  |               |               |               |               |               |  |

### Sezione 2
|  | Primo turno | Primo turno           | Primo turno           | Primo turno | Primo turno |  |  | Secondo turno | Secondo turno         | Secondo turno         | Secondo turno | Secondo turno |  |
|  |             |                       |                       |             |             |  |  |               |                       |                       |               |               |  |
|  | 2           | Aoi Itō               | Aoi Itō               | 4           | 2           |  |  |               |                       |                       |               |               |  |
|  | WC          | Zheng Saisai          | Zheng Saisai          | 6           | 6           |  |  | WC            | Zheng Saisai          | Zheng Saisai          | 2             | 1             |  |
|  |             | Lanlana Tararudee     | Lanlana Tararudee     | 3           | 1           |  |  | 10            | Mananchaya Sawangkaew | Mananchaya Sawangkaew | 6             | 6             |  |
|  | 10          | Mananchaya Sawangkaew | Mananchaya Sawangkaew | 6           | 6           |  |  |               |                       |                       |               |               |  |

### Sezione 3
|  | Primo turno | Primo turno               | Primo turno               | Primo turno | Primo turno |  |  | Secondo turno | Secondo turno    | Secondo turno    | Secondo turno | Secondo turno |  |
|  |             |                           |                           |             |             |  |  |               |                  |                  |               |               |  |
|  | 3           | Anna Karolína Schmiedlová | Anna Karolína Schmiedlová | 4           | 6           |  |  |               |                  |                  |               |               |  |
|  |             | Dominika Šalková          | Dominika Šalková          | 6           | 7           |  |  |               | Dominika Šalková | Dominika Šalková | 6             | 6             |  |
|  | WC          | Lynelle Lim               | Lynelle Lim               | 0           | 0           |  |  | 11            | Nao Hibino       | Nao Hibino       | 4             | 1             |  |
|  | 11          | Nao Hibino                | Nao Hibino                | 6           | 6           |  |  |               |                  |                  |               |               |  |

### Sezione 4
|  | Primo turno | Primo turno         | Primo turno         | Primo turno | Primo turno |  |  | Secondo turno | Secondo turno    | Secondo turno | Secondo turno | Secondo turno |  |
|  |             |                     |                     |             |             |  |  |               |                  |               |               |               |  |
|  | 4           | Wei Sijia           | Wei Sijia           | 6           | 6           |  |  |               |                  |               |               |               |  |
|  | WC          | Eva Marie Desvignes | Eva Marie Desvignes | 1           | 2           |  |  | 4             | Wei Sijia        | 4             | 6             | 6             |  |
|  |             | Heather Watson      | Heather Watson      | 2           | 4           |  |  | 8             | Marija Timofeeva | 6             | 4             | 4             |  |
|  | 8           | Marija Timofeeva    | Marija Timofeeva    | 6           | 6           |  |  |               |                  |               |               |               |  |

### Sezione 5
|  | Primo turno | Primo turno       | Primo turno     | Primo turno | Primo turno |  |  | Secondo turno | Secondo turno   | Secondo turno   | Secondo turno | Secondo turno |  |
|  |             |                   |                 |             |             |  |  |               |                 |                 |               |               |  |
|  | 5           | Darja Semeņistaja | 2               | 6           | 5           |  |  |               |                 |                 |               |               |  |
|  |             | Arina Rodionova   | 6               | 4           | 7           |  |  |               | Arina Rodionova | Arina Rodionova | 4             | 2             |  |
|  |             | Arianne Hartono   | Arianne Hartono | 4           | 0           |  |  | 7             | Jil Teichmann   | Jil Teichmann   | 6             | 6             |  |
|  | 7           | Jil Teichmann     | Jil Teichmann   | 6           | 6           |  |  |               |                 |                 |               |               |  |

### Sezione 6
|  | Primo turno | Primo turno    | Primo turno    | Primo turno | Primo turno |  |  | Secondo turno | Secondo turno  | Secondo turno  | Secondo turno | Secondo turno |  |
|  |             |                |                |             |             |  |  |               |                |                |               |               |  |
|  | 6           | Chloé Paquet   | Chloé Paquet   | 3           | 4           |  |  |               |                |                |               |               |  |
|  |             | Simona Waltert | Simona Waltert | 6           | 6           |  |  |               | Simona Waltert | Simona Waltert | 6             | 6             |  |
|  |             | Sara Saitō     | 1              | 7           | 5           |  |  | 9             | Alex Eala      | Alex Eala      | 3             | 2             |  |
|  | 9           | Alex Eala      | 6              | 61          | 7           |  |  |               |                |                |               |               |  |